# Lake Winola
Lake Winola es un lugar designado por el censo (en inglés, census-designated place, CDP) ubicado en el condado de Wyoming, Pensilvania, Estados Unidos. Según el censo de 2020, tiene una población de 597 habitantes.

## Geografía
La localidad está ubicada en las coordenadas 41°30′55″N 75°50′55″O / 41.51528, -75.84861 (41.515332, -75.848484). Según la Oficina del Censo de los Estados Unidos, tiene una superficie total de 4.74 km², de la cual 3.99 km² corresponden a tierra firme y 0.75 km² están cubiertos de agua.

## Demografía
Según el censo de 2020, hay 597 personas residiendo en la localidad. La densidad de población es de 149.62 hab./km². El 95.48% de los habitantes son blancos, el 0.17% es afroamericano, el 0.17% es amerindio, el 0.17% es asiático, el 0.17% es de otra raza y el 3.85% son de una mezcla de razas. Del total de la población, el 1.34% son hispanos o latinos de cualquier raza.